# Tbeti
Tbeti (georgiska: ტბეთი) är en ort i Georgien. Den ligger i den centrala delen av landet, 100 km nordväst om huvudstaden Tbilisi. Tbeti ligger 1 006 meter över havet och antalet invånare var 648 år 2015.